# Yoshi
Yoshi (ejtsd: josi) (ヨッシー) egy dinoszauruszhoz hasonló nem létező karakter, aki több, a Nintendo által kiadott videójátékban szerepel. Több színváltozatban jelent már meg, de a legismertebb a zöld. Legelőször a Super Mario Worldben szerepelt, ami egy SNES (japánban Super Famicom) konzolra megjelent videójáték. Yoshi ebben a játékban Mario legfontosabb segédje volt. Később hamar nagy népszerűségre tett szert és hamar a saját játéksorozatának sztárjává vált.

## Faj
A Yoshikat általában a játékokban nagyon hosszú, ragadós nyelvvel jelenítik meg – nagyjából úgy, mint egy békát vagy egy varangyot szokás – és főként lenyelik az áldozataikat ahelyett, hogy megrágnák őket, mert tompa fogaik vannak. A Yoshik majdnem bármit meg tudnak enni. Mindenevők, de kiváltképpen kedvelik a déli gyümölcsöket. Barátja, Kirby olyan, mint egy kis porszívó. Ő általában rózsaszín, de sokféle színű van belőle.
Az orrukkal - mely a fejük felét foglalja el - kiszagolhatják a gyümölcsöket és egyéb dolgokat még akkor is, ha azok el vannak temetve. Bár foggal is rendelkeznek, ezeket ritkán használják vagy mutatják. A Yoshik általában eléggé értelmes lények már fiatal koruktól, sokuk képes arra, hogy megvédje magát. A legismertebb Yoshi zöld, de ezenkívül a Yoshik sokféle színben pompázhatnak. A Super Smash Bros.-ban előforduló színek mind egy-egy képességgel ruházták fel Yoshit amennyiben teknőspáncél volt a szájukban. A kék Yoshik repülni, a pirosak tüzet okádni, a sárgák földrengést okozni tudtak és ezen képességük mellé még a teknőspáncél színéhez köthető képességet is megkapták (tehát egy piros Yoshi kék páncéllal repült és tüzet okádott is). Egyedül a zöld Yoshinak nincs önmagától képessége. A Yoshik aszexuálisok, mely azt jelenti, hogy párzás nélkül szaporodnak tudnak szaporodni, tojásokat tojni. Tojásaikat gyakran használják önvédelmi célokra hozzávágva ellenfeleikhez.Egyes helyeken Yoshi-he-ként van megemlítve.